# Bressingham
Bressingham är en ort och civil parish  i Storbritannien.   Den ligger i grevskapet Norfolk och riksdelen England, i den sydöstra delen av landet, 130 km nordost om huvudstaden London. Bressingham ligger 30 meter över havet och antalet invånare är 751.
Terrängen runt Bressingham är mycket platt. Runt Bressingham är det ganska tätbefolkat, med 104 invånare per kvadratkilometer. Närmaste större samhälle är Attleborough, 14,9 km norr om Bressingham. Trakten runt Bressingham består till största delen av jordbruksmark.